# 弗兰切斯卡·费诺基奥
弗兰切斯卡·费诺基奥（義大利語：Francesca Fenocchio，1978年12月9日—），意大利女子自行车运动员。她曾代表意大利参加2012年夏季残疾人奥林匹克运动会自行车比赛，获得混合团体公路自行车接力银牌。